# Back from the Grave Volume Eight
Back from the Grave Volume Eight è l'ottavo album della omonima collana di album discografici, pubblicato dalla Crypt Records nel 1996. L'album contiene una selezione di brani di genere garage rock degli anni sessanta.

## Tracce

### Disco 1
Lato 1
1. The Groop – Alright! (Il vero titolo è sconosciuto in quanto la fonte del brano è un acetato[7] senza etichetta sul lato dove era inciso questo brano; l'altro lato del disco presentava un brano accreditato a "The Groop"; non ci sono altre informazioni in proposito.) – 2:42 – 1967
2. The Benders – Can't Tame Me – 1:57 (Geno Jansen, Gerry Cain, Paul Barry) – 1966
3. Adrian Lloyd – Lorna – 2:24 (Adrian Lloyd) – 1965
4. The Nightriders – With Friends Like You, Who Needs Friends? – 2:10 (Doak) – 1966
5. The Chancellors – On Tour – 2:43 (Bruce Crossman, Pete Chase) – 1966
6. The Pseudos – A Long Way to Nowhere – 2:26 (Tom Boehmer, Paul Gozda, Larry Gozda, Duglas Hoppa) – 1966
7. The Bojax – Go Ahead & Go – 1:58 (Mack Sanders) – 1967
8. The Wyld – Goin' Places – 2:36
9. The Elite U.F.O. – Now Who's Good Enough? – 2:31 (Morris Drake, Jimmy Smith) – 1966

Lato 2
1. The Painted Ship – And She Said Yes – 2:33 (William Hay) – 1967
2. The Merlynn Tree – Look In Your Mirror – 2:28 (Wayne McManners, Bill Joseph) – 1967
3. Dave Myers & The Disciples – Come on Love – 1:52 (Dennis Merritt) – 1965
4. The Pulsating Heartbeats – Talkin' About You – 2:51 – 1966
5. The Cindells – Don't Bring Me Down – 2:02 – 1965
6. James T. & The Workers – That Is All – 2:25 (Dave Rillet) – 1966
7. The Outspoken Blues – Not Right Now – 2:55 (Nelson) – 1966
8. The Painted Ship – I Told Those Little White Lies – 2:35 (William Hay, Bob Rowden) – 1966
9. The Piece Kor – All I Want Is My Baby Back – 2:54 (Charley Clark, Danny Moore) – 1968

### Disco 2
Lato 3
1. The Cavedwellers – Run Around – 2:04 (Gary Goldberg) – 1967
2. The Village Outcast – The Girl I Used to Love – 2:00 (The Village Outcast) – 1966
3. The New Fugitives – That's Queer – 2:40 (P. Panciera, R. Blouin) – 1966
4. The Dave Starky Five – Hey Everybody – 1:55 (Pete Bas) – 1965
5. The Ascendors – I Won't Be Home – 1966
6. The Tikis – We're on the Move – 2:08 (Scherek) – 1966
7. The Amberjacks – Hey Eriq! – 2:18 (Kevin Ryan) – 1966
8. The Ravenz – Just Like I Want Her – 1968
9. The Nightcrawlers – Want Me – 2:32 – registrato nel 1966 ma pubblicato solo nel 1996

Lato 4
1. The Dagenites – I Don't Want To Try It Again – 2:26 (Geoff Robinson) – 1965
2. The Dark Horsemen – You Lied – 1:45 (Mack Lane) – 1966
3. The Dogs – Don't Try to Help Me – 1:57 (John Bowie) – 1967
4. The Dry Grins – She's a Drag – 2:04 (Fred Brechtel) – 1966
5. The New Fugitives – She's My Baby – 2:41 (P. Panciera, R. Blouin) – 1966
6. The Merlynn Tree – How to Win Friends – 2:31 (Bill Joseph, Wayne McManners) – 1967
7. Just Too Much – She Gives Me Time – 2:32 – 1966
8. Sonics Inc – Diddy Wah Diddy (Layton) – 1966
9. Satan's Chyldren – Don't Go – 2:55